# Ostpreußische Eishockeymeisterschaft 1933/34
Die Saison 1933/34 der Ostpreußischen Eishockeymeisterschaft wurde vom Sportgau I ausgerichtet, der territorial dem bisherigen Landesverband Ostdeutschland entsprach und ab Januar bzw. März 1934 dem Deutschen Reichsbund für Leibesübungen unterstand. Meister wurde der Rastenburger SV.
Neben der Liga bestand eine Erste Klasse, an der elf Mannschaften teilnahmen.

## Spiele
| 8. Januar 1934 | Rastenburger SV | 3:1 | VfK Königsberg |  |

| 8. Januar 1934 | VfL Rastenburg | 2:1 | VfB Königsberg |  |

| 6. Februar 1934 | Rastenburger SV | 3:2 | VfB Königsberg |  |

| Mitte Februar 1934 | VfL Rastenburg | 1:0 | VfK Königsberg |  |

| 15. Februar 1934 | Rastenburger SV | 4:2 | VfL Rastenburg |  |

Das Spiel zwischen dem VfB und dem VfK Königsberg wurde wohl nicht ausgetragen.

## Tabelle
| Rang |                 | Sp | S | U | N | Tore  | Pkt |
| ---- | --------------- | -- | - | - | - | ----- | --- |
| 1.   | Rastenburger SV | 3  | 3 | 0 | 0 | 10:05 | 6:0 |
| 2.   | VfL Rastenburg  | 3  | 2 | 0 | 1 | 05:05 | 4:2 |
| 3.   | VfB Königsberg  | 2  | 0 | 0 | 2 | 03:05 | 0:4 |
| 4.   | VfK Königsberg  | 2  | 0 | 0 | 2 | 01:04 | 0:4 |

Erläuterungen: Meister; Abkürzungen: Sp = Spiele, S = Siege, U = Unentschieden, N = Niederlagen, Pkt: Punkte